# Dolmayrac
Dolmayrac település Franciaországban, Lot-et-Garonne megyében. Lakosainak száma 714 fő (2022. január 1.). Dolmayrac Allez-et-Cazeneuve, Cours, Montpezat, Sainte-Colombe-de-Villeneuve, Sainte-Livrade-sur-Lot, Sembas és Le Temple-sur-Lot községekkel határos.

## Népesség
A település népességének változása:
| Lakosok száma | 487  | 567  | 550  | 540  | 697  | 710  | 712  | 716  | 714  | 714  |
|               | 1968 | 1982 | 1990 | 2006 | 2013 | 2015 | 2017 | 2019 | 2020 | 2022 |